# Santandreu (Avià)
Santandreu és una masia del terme municipal d'Avià (Berguedà), inclosa en l'Inventari del Patrimoni Arquitectònic de Catalunya.

## Descripció
Masia orientada a llevant, estructurada en planta baixa i dos pisos superiors, amb força modificacions respecte de la construcció original. El parament és a base de grans pedres de diverses mides sense treballar i unides amb molt de morter. A les cantonades o envoltant les obertures s'hi troben alguns carreus de dimensions més grans i ben escairats. La façana està parcialment arrebossada i la coberta és a dues aigües amb teula àrab. Els baixos han estat força alterats; possiblement ja hi havia el balcó del primer pis i el que es feu fou tapar parcialment els baixos amb maó deixat a la vista. A un dels costats llargs hi ha una paret feta amb pedres també sense treballar però unides amb molta menys argamassa. Actualment funciona com a cobert i té algunes construccions annexes amb fusta en força mal estat.